# Schloss Bittenfeld
Als Schloss Bittenfeld wird sowohl eine abgegangene mittelalterliche Burg als auch ein Wasserschlösschen in Bittenfeld bezeichnet, einem Stadtteil der Großen Kreisstadt Waiblingen im baden-württembergischen Rems-Murr-Kreis. Von dem neuzeitlichen Schlösschen sind nur noch geringe Reste erhalten.

## Lage
Das ehemalige Schloss befand sich an der Stelle des heutigen Schlosshofs (Straße Schlosshof, Gebäude 3 bis 7). Von der mittelalterlichen Burg sind keine Reste erhalten. Von dem neuzeitlichen Schlösschen sind geringe Reste erhalten, welche in später errichtete Gebäude einbezogen wurden.

## Architektur
Die älteste erhaltene Ansicht des Schlosses findet sich in Andreas Kiesers Forstlagerbuch von 1686. Es zeigt ein Hauptgebäude mit drei steinernen Flügeln und einem Torhaus. Die Flügel rahmten mit dem Torhaus einen Innenhof ein. Die oberen Stockwerke waren Fachwerkbauweise erstellt. In den Innenhof konnte man durch eine steinerne Bogenbrücke gelangen, die einen wassergefüllten Burggraben überspannte. Wahrscheinlich befand sich hier in früheren Zeiten eine hölzerne Zugbrücke. Gespeist wurde der Wassergraben durch den nahen Zipfelbach.
Neben dem Hauptgebäude lag ein Wirtschaftsgebäude, welches durch eine Mauer geschützt war.

## Geschichte
Das Schloss Bittenfeld ging aus einer mittelalterlichen Burg hervor. Erstmals erwähnt wurde Bittenfeld um 1200. Die ersten Bewohner waren wohl Ortsadlige, das Geschlecht der Herren von Bittenfeld. Im Jahre 1308 werden die Ortsadligen Johann und Wolf von Bittenfeldt erwähnt. Das Geschlecht starb wohl im 14. Jahrhundert aus. Schon im 13. Jahrhundert (1237) besaß das Stift Backnang den so genannten Großzehnten in Bittenfeld. 1282 erwarb das Stift von Albert von Ebersberg noch den Kleinzehnten. Vom Stift Backnang gingen dessen Güter und Rechte durch Kauf 1453 an Graf Ulrich von Württemberg. Im 14. Jahrhundert diente Bittenfeld als Residenz des Grafen Ulrich IV., Bruder Graf Eberhards des Greiners. In einem Vergleich, welchen Ulrich ein Jahr vor seinem Tode mit Eberhard schloss, wurde ersterem auch die Burg Bittenfeld zugeteilt. Graf Ulrich starb 1366. Im Jahre 1435 verpfändeten die Grafen Ludwig und Ulrich von Württemberg den Brüdern Diebold und Hans von Bernhausen die Burg und das Dorf Bittenfeld. Später erscheinen die Herren von Bernhausen als württembergische Lehnsmänner in Bittenfeld. 1464 verkaufte Graf Ulrich V. von Württemberg das Dorf und Schloss Bittenfeld zusammen mit anderen Orten an Hans von Bernhausen dem Älteren für 7400 Gulden. Im Jahre 1507 nennt sich ein Jakob von Bernhausen zu Bittenfeld. 1573 wurde Albrecht Oborsky mit Schloss Bittenfeld belehnt. Von diesem kam das Schloss 1574 an die Augsburger Patrizierfamilie Herwarth, die sich nun Herwarth von Bittenfeld nannte. Zunächst wurde Matthias Herwarth, Bürgermeister von Esslingen, mit dem Schloss belehnt. Zwischen 1593 und 1598 wurde das Schloss durch den Baumeister Heinrich Schickhardt vollständig neu gebaut. Für einige Generationen blieb das Schloss nun im Besitz der Familie Herwarth. Ein Lucas Herwarth zu Bittenfeld wurde von 1608 bis 1619 als württembergischer Vasall genannt. Ebenso 1633 ein Christian Herwarth von Bittenfeld und seine Brüder. Danach kam Schloss und Ort an die Familie Pfaudt von Kürnberg. 1652 wurden Umbauten am Schloss durchgeführt. 1664 kauften von Johann Philipp Pfaudt von Kürnberg und seiner Gemahlin Helene (geb. Bidembach) das Schloss nebst Hofgut von Herzog Eberhard III. von Württemberg für 5500 Gulden. Allerdings kam es durch Tausch bereits 1669 an die Witwe Sibylle Felicitas Schertlin von Burtenbach, anschließend an die von Münchingen und um 1700 an den württembergischen Oberstwachtmeister von Nettelhorst.
1852 brannte das Schloss Bittenfeld ab und wurde nicht wiederaufgebaut. Einige wenige Reste wurden in Bauernhäuser integriert. Erhalten blieben beispielsweise Teile der Umfassungsmauer und ein Keller mit der Jahreszahl 1598 sowie den Buchstaben „MH VB“, welche für Matthias Herwarth von Bittenfeld stehen.

Wappen der früheren Besitzer
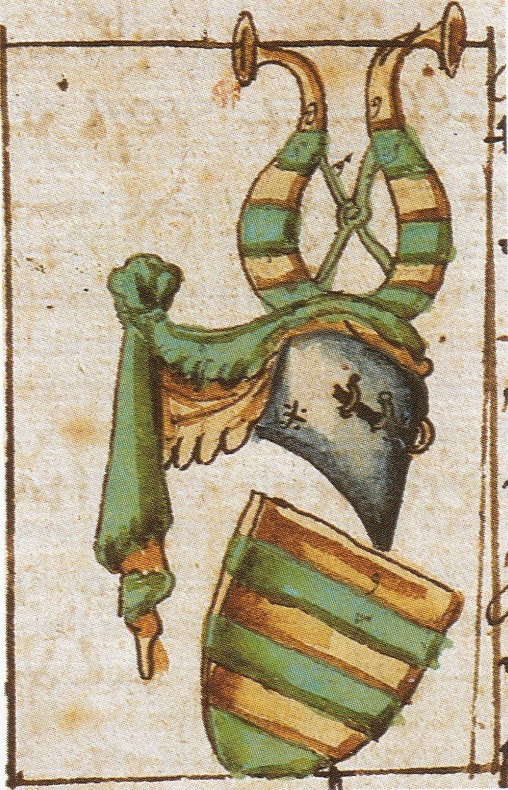
Wappen derer von Bernhausen
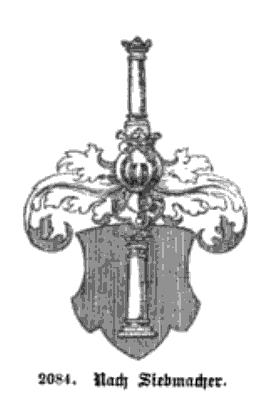
von Oborsky
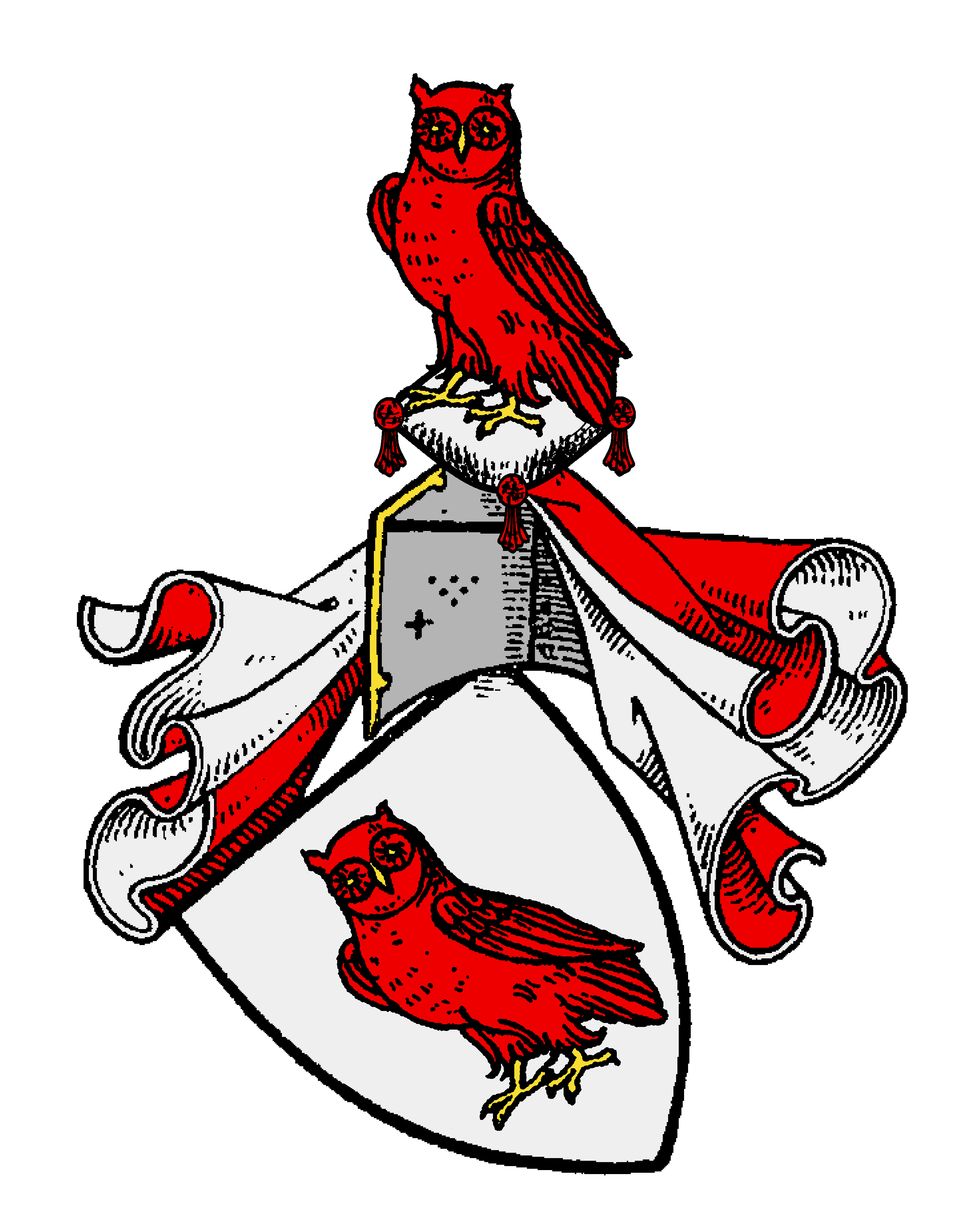
Herwarth von Bittenfeld
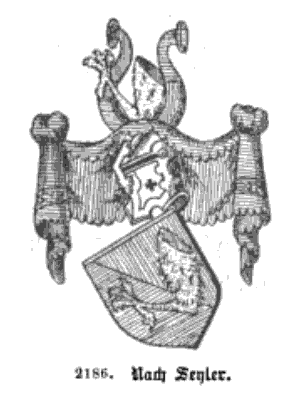
Pfaudt von Kürnberg
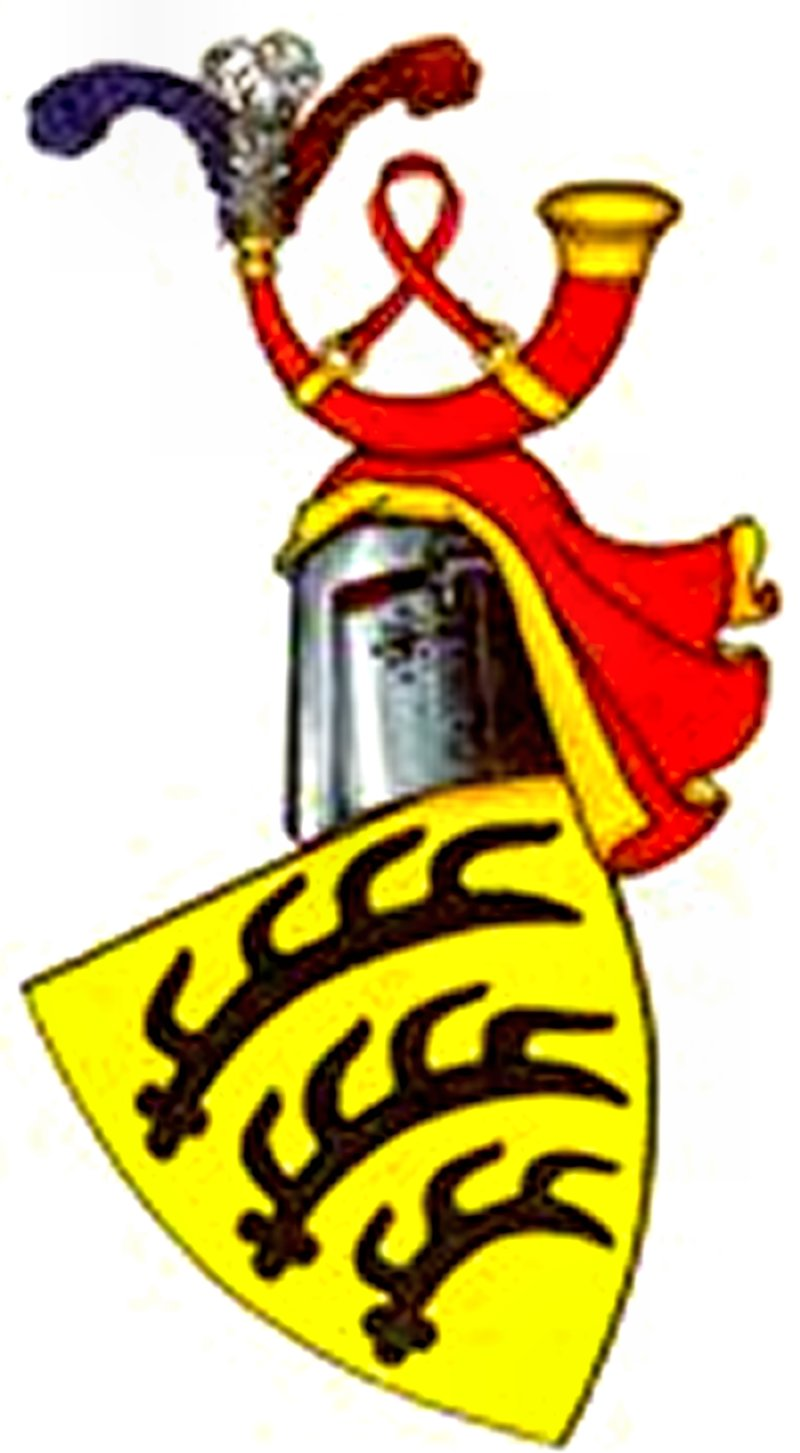
Grafen von Württemberg
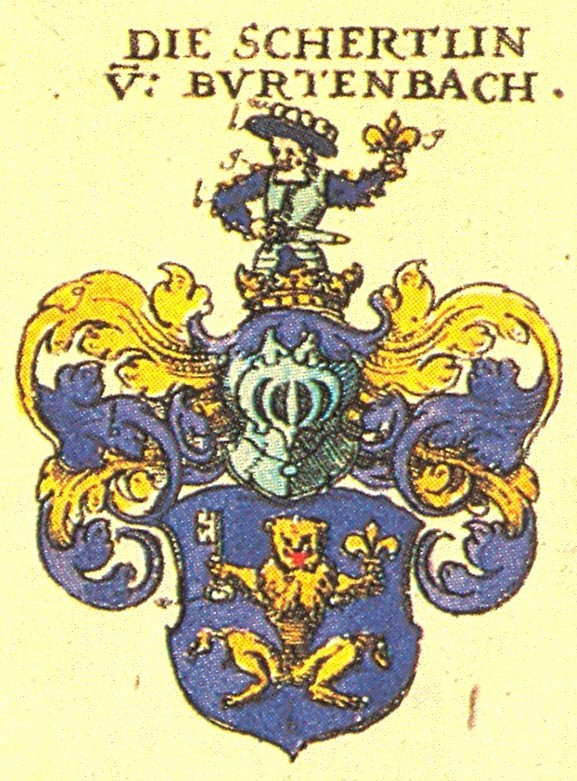
Schertlin von Burtenbach
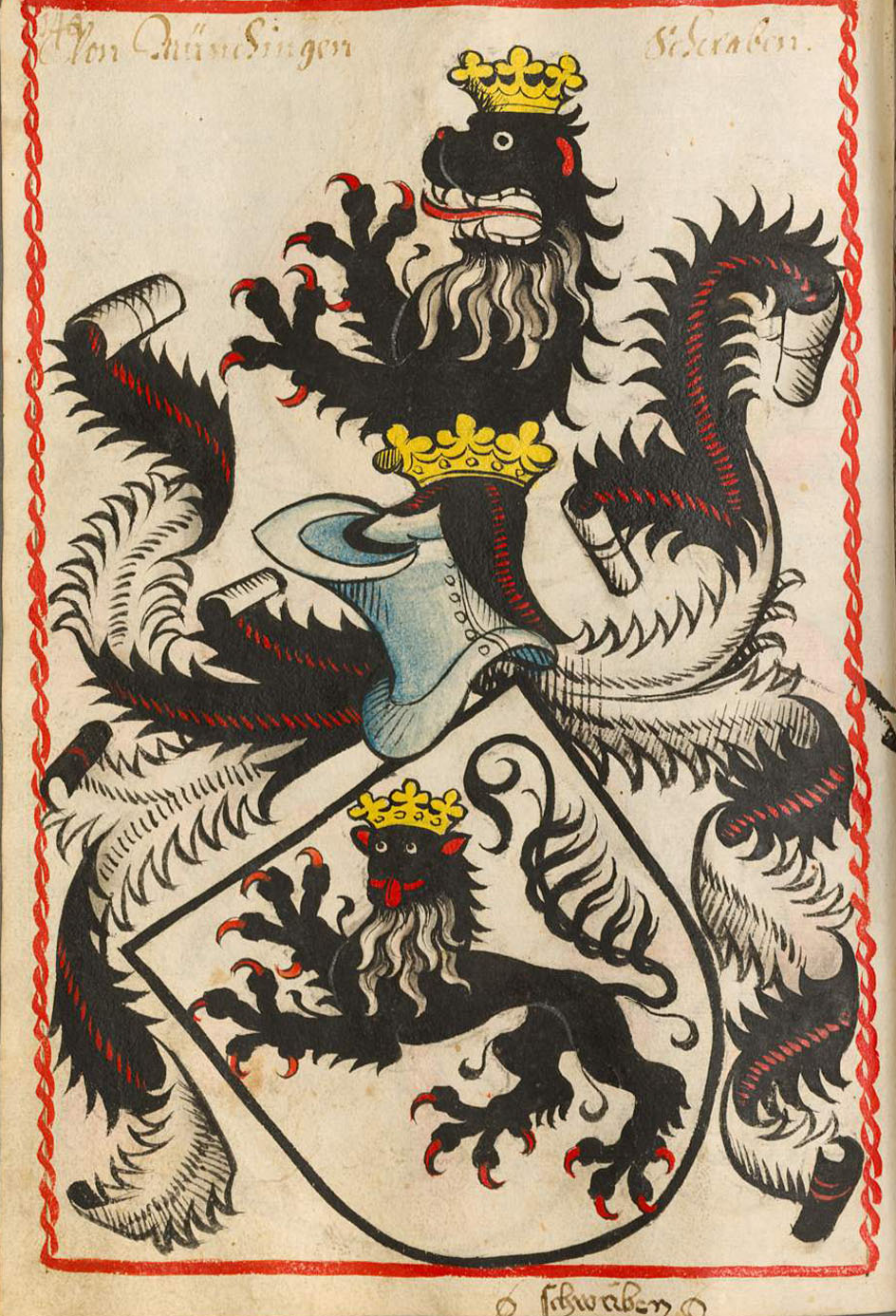
von Münchingen
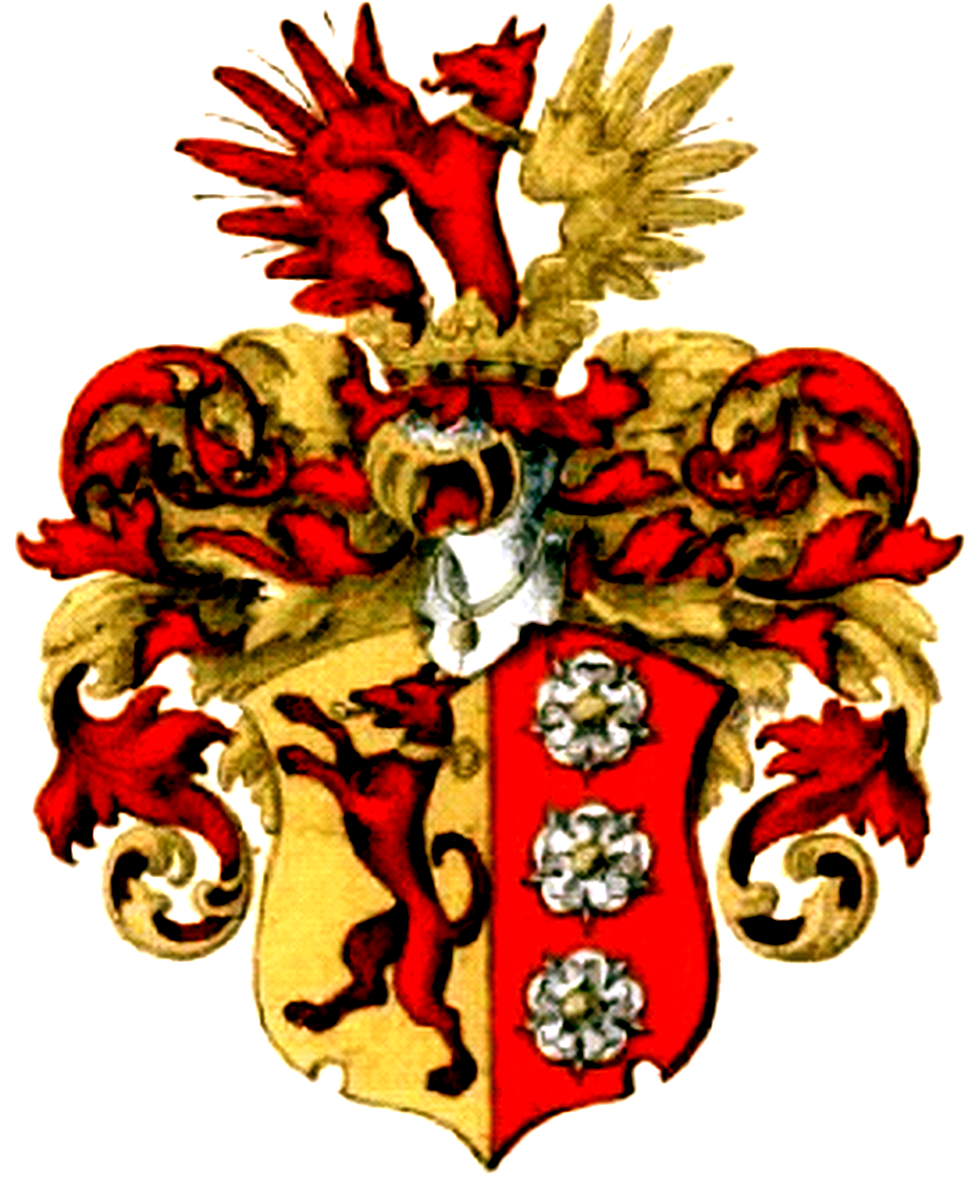
von Nettelhorst